# Місто-держава
Детальніше про міста-держави античної доби див. Поліс.
Місто-держава — держава, яка складається з одного міста та навколишньої території. Як правило, історично міста-держави були частинами більшої цивілізації: наприклад міста-держави стародавньої Греції, Стародавнього Риму, Фінікії, міста-держави мая та ацтеків доколумбійської Мезоамерики, міста-держави Середньої Азії та доби італійського Відродження.
В античному світі міста-держави були досить поширені. Деякі з них об'єднувались в формальні або неформальні союзи, часто під проводом одного лідера. Міста-держави в Стародавньому Римі, наприклад, були об'єднані через підкорення іншими державами; деякі, такі як в Стародавній Греції, на Пелопонесі, об'єднувалися добровільно для спільного захисту.

## Внутрішній устрій
У стародавній Греції міста-держави позначали одним словом (грец. πόλις) — поліс. Так називали великі міста і міста-держави. Місто-держава, або поліс мав свій специфічний внутрішній устрій, різноманітність урядів, організацію тощо. Характерними рисами такої державної організації було спільне громадянство.

### Міста-держави античної доби
В античній історії існували:
- міста-держави Стародавньої Греції, також знані як поліси (від грецького поліс — πόλις, Афіни, Спарта, Фіви, Коринф,...)
- міста-держави Малої Азії (Троя)
- міста-держави у стародавньому Римі
- міста-держави Фінікії (Тір, Сідон, Арвад, Беріт, Бібл, Триполі, Кітій і Карфаген)
- міста-держави Месопотамії (Шумер)
- міста-держави імперії мая та ацтеків (Чичен-Іца, Тікаль, Копан і Монте-Албан)
- міста-держави китайських династій Шан, Чжоу

### Міста-держави Північного Причорномор'я

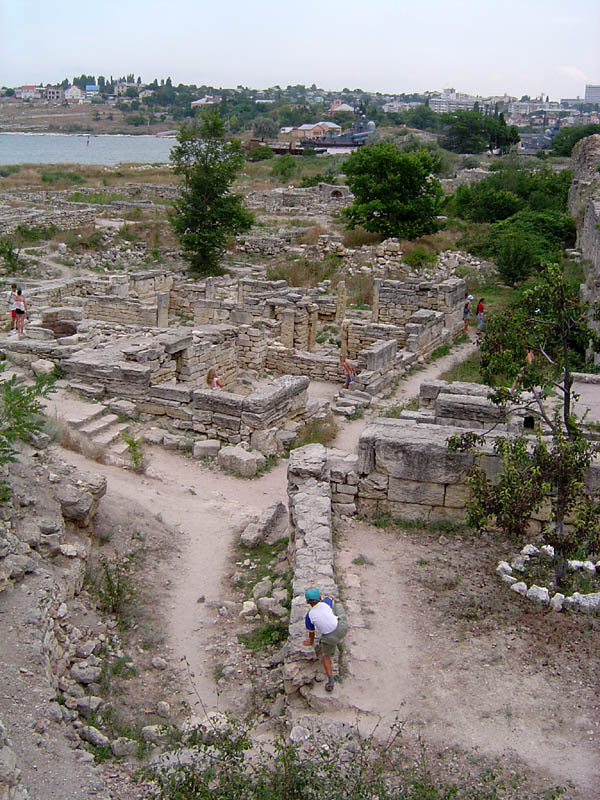
Розкопки полісу Херсонес в Криму, сучасна Україна

- Керкінітида — заснована як місто-держава у VI столітті до н. е. і проіснувала як грецька колонія майже до кінця IV століття н. е. Зараз місто Євпаторія (Автономна Республіка Крим).
- Тір — заснований як місто-держава у VI столітті до н. е. переселенцями з грецького Мілета. Зараз місто Білгород-Дністровський (Одеської області).
- Ольвія — існувала як місто-держава з VI столітті до н. е. і до IV столітті  н. е. Заснована переселенцями з грецького Мілета. Зараз Миколаївська область.
- Борисфеніда — існувала як місто-держава у VII столітті до н. е., була найдревнішим грецьким поселенням Причорномор'я. Зараз Миколаївська область.
- Херсонес (пізніше Корсунь) — заснований у 422—420 роках до н. е. переселенцями з Гераклеї Понтійської і проіснував до XV століття  н. е. — тобто майже два тисячоліття. У V—I століттях до н. е. це була автономна місто-держава, у I—IV століттях  н. е. — аристократична республіка залежна від Риму, а з IV століття — від Візантії. Саме через Корсунь у 988 році в Київську Русь офіційно прийшло християнство візантійського обряду. Зараз історико-археологічний заповідник «Херсонес Таврійський», місто Севастополь (Автономна Республіка Крим).
- Феодосія — заснована як місто-держава у VI столітті до н. е. греками — вихідцями з Мілета, була центром торговельних зв'язків. Зараз місто Феодосія (Автономна Республіка Крим).
- Пантікапей — заснований як місто-держава у VI столітті до н. е. Зараз місто Керч (Автономна Республіка Крим).

### Міста-держави середньовіччя
У середньовіччі міста-держави існували:
- у Німеччині в Ганзійській лізі (Любек, Кіль, Вісмар, Росток, Штральзунд, Гамбург, Гданськ (Данциг), Торн, Кеніґсберґ та інші).
- в складі Священної Римської Імперії на території сучасної Центральної Європи і Німеччини (Аахен, Кельн, Вормс, Дортмунд, Регенсбург, Аугсбург та інші).
- в Італії під час доби Відродження (Мілан, П'яченца, Кремона, Мантуя, Бергамо, Болонья, Падуя, Верона, Парма, Флоренція, Піза, Сієна, Салерно, Барі, Неаполь, Амальфі та інші).
  - Див. Морські республіки.

### Міста-держави новітньої історії
- У 19-му та 20-му сторіччях міста-держави виникали в результаті колоніальної експансії європейських держав. У таких країнах, як Індія, Китай міста-держави являли собою прибережні міста або порти звідки поширювалась колонізація країни. Деякі з міст-держав збереглися як незалежні країни (Сінгапур), а деякі хоча й ввійшли в склад інших країн, все ж зберегли автономію (Гонконг).
- Деякі європейські міста (Рієка, Данциг (Гданськ), Мемель (Клайпеда), Трієст, Батумі) в зв'язку з політичними та історичними обставинами існували як міста-анклави з широкими правами самоврядування.

### Сучасні міста-держави

#### Сінгапур
Сінгапур був в складі Малайзії всього два роки і був виключений зі складу країни в 1965 р. через побоювання, що його населення негативно вплине на расовий склад населення Малайзії. Попри це, Сінгапур швидко модернізувався і провів індустріалізацію, завдяки котрій його тепер називають одним з чотирьох Тигрів Азії. Тепер Сінгапур — сучасне, динамічне місто-держава з помітним впливом на економіку світу.

#### Ватикан
До 1870 р. місто Рим знаходилося в володінні римських пап як частина держави — Папська область. Коли в 1870 р. король Віктор Емануїл II анексував Папську Область, папа Пій IX відмовився визнати новосформоване королівство Італія. 1929 року папа Пій XI та король Віктор Емануїл III уклали договір, за яким Ватикан визнавався як незалежна держава з папою на чолі. Зараз це місто-держава має своє власне громадянство, дипломатичний корпус, прапор і поштову систему. З населенням менш ніж тисячу чоловік Ватикан — найменша, більшістю країн визнана суверенна держава світу.

#### Монако
Князівство Монако — одна з найменших держав світу (площа 1,95 км².). Розташоване на півдні Європи, на березі Середземного моря, поблизу кордону Франції і Італії. Має кордони з французьким департаментом Приморські Альпи. Монако має у своєму складі округи-міста Монако (старе місто), Монте-Карло, Ла-Кондамін (діловий центр і порт) і Фонтвілль (промисловий район).

## Сучасна ідея вільних приватних міст
Цю концепцію у своїй книзі «Вільні приватні міста» (англ. Free Private Cities) 2018 року висуває Тит Гебель. За його задумом, у такому вільному приватному місті приватна компанія пропонуватиме мешканцям захист життя, свободи та власності на демаркаційній території як «надавачі державних послуг». Ця послуга включатиме служби безпеки та порятунку, правову та нормативну базу та незалежне вирішення спорів і оплачуватиметься мешканцями фіксованою в договорі сумою в рік.